# قائمة طوابع البريد الهندية (1951–1960)
هذه قائمة الطوابع البريدية التذكارية التي أصدرها بريد الهند بين عامي 1951 و1960.

## 1951
| # | تاريخ الإصدار | الوصف                                                | صورة | الفئة  |
| - | ------------- | ---------------------------------------------------- | ---- | ------ |
| 1 | 13 يناير 1951 | الذكرى المئوية لتأسيس هيئة المسح الجيولوجي في الهند ‏ |      | 2 آنة  |
| * |               | دورة الألعاب الآسيوية الأولى (مجموعة من طابعَين)      |      |        |
| 2 | 4 مارس 1951   | شعلة أمام خريطة آسيا                                 |      | 2 آنة  |
| 3 | 4 مارس 1951   | شعلة أمام خريطة آسيا                                 |      | 12 آنة |

## 1952
| # | تاريخ الإصدار | الوصف                                 | صورة | الفئة   |
| - | ------------- | ------------------------------------- | ---- | ------- |
| * |               | القديسون والشعراء (مجموعة من 6 طوابع) |      |         |
| 1 | 1 أكتوبر 1952 | كابير                                 |      | 9 بيزات |
| 2 | 1 أكتوبر 1952 | تولسيداس                              |      | 1 آنة   |
| 3 | 1 أكتوبر 1952 | ميرا باي                              |      | 2 آنة   |
| 4 | 1 أكتوبر 1952 | سورداس ‏                               |      | 4 آنة   |
| 5 | 1 أكتوبر 1952 | ميرزا غالب                            |      | 4½ آنة  |
| 6 | 1 أكتوبر 1952 | روبندرونات طاغور                      |      | 12 آنة  |

## 1953
| # | تاريخ الإصدار | الوصف                                            | صورة | الفئة  |
| - | ------------- | ------------------------------------------------ | ---- | ------ |
| 1 | 16 أبريل 1953 | الذكرى المئوية للسكك الحديدية الهندية            |      | 2 آنة  |
| * |               | غزو جبل إفرست (مجموعة من طابعين)                 |      |        |
| 2 | 2 أكتوبر 1953 | جبل إفرست                                        |      | 2 آنة  |
| 3 | 2 أكتوبر 1953 | جبل إفرست                                        |      | 14 آنة |
| * |               | الذكرى المئوية للإبراق الهندي (مجموعة من طابعين) |      |        |
| 4 | 1 نوفمبر 1953 | أعمدة الإبراق لعامي 1851 و1951                   |      | 2 آنة  |
| 5 | 1 نوفمبر 1953 | أعمدة الإبراق لعامي 1851 و1951                   |      | 12 آنة |

## 1954
| # | تاريخ الإصدار  | الوصف                                                       | صورة | الفئة  |
| - | -------------- | ----------------------------------------------------------- | ---- | ------ |
| * |                | الذكرى المئوية للطوابع البريدية الهندية (مجموعة من 4 طوابع) |      |        |
| 1 | 1 أكتوبر 1954  | نقل البريد، 1854 (عدّاء، جمل، وعربة ثيران)                   |      | 1 آنة  |
| 2 | 1 أكتوبر 1954  | حمامة بريد وطائرة                                           |      | 2 آنة  |
| 3 | 1 أكتوبر 1954  | نقل البريد، 1954 (بالدراجة والقطار والسفينة والطائرة)       |      | 4 آنات |
| 4 | 1 أكتوبر 1954  | حمامة بريد وطائرة                                           |      | 14 آنة |
| 5 | 24 أكتوبر 1954 | يوم الأمم المتحدة                                           |      | 2 آنة  |
| 6 | 11 ديسمبر 1954 | المؤتمر العالمي الرابع للغابات                              |      | 2 آنة  |

## 1956
| # | تاريخ الإصدار | الوصف                                     | صورة | الفئة  |
| - | ------------- | ----------------------------------------- | ---- | ------ |
| * |               | عيد ميلاد بوذا (مجموعة من طابعين)         |      |        |
| 1 | 24 مايو 1956  | عيد ميلاد بوذا رقم 2500                   |      | 2 آنة  |
| 2 | 24 مايو 1956  | عيد ميلاد بوذا رقم 2500                   |      | 14 آنة |
| 3 | 23 يوليو 1956 | الذكرى المئوية لميلاد بال جانجادهار تيلاك |      | 2 آنة  |

## 1957
| # | تاريخ الإصدار  | الوصف                                                        | صورة | الفئة            |
| - | -------------- | ------------------------------------------------------------ | ---- | ---------------- |
| * |                | الذكرى المئوية للنضال الأول من أجل الحرية (مجموعة من طابعين) |      |                  |
| 1 | 15 أغسطس 1957  | راني لاكشميباي                                               |      | 15 نيكل بيز (np) |
| 2 | 15 أغسطس 1957  | الشتلة و اللهب المتصاعد                                      |      | 90 نيكل بيز (np) |
| 3 | 28 أكتوبر 1957 | المؤتمر الدولي التاسع عشر للصليب الأحمر، نيودلهي             |      | 15 نيكل بيز (np) |
| * |                | يوم الطفل (مجموعة من 3 طوابع)                                |      |                  |
| 4 | 14 نوفمبر 1957 | التغذية                                                      |      | 8 نيكل بيز (np)  |
| 5 | 14 نوفمبر 1957 | التعليم                                                      |      | 15 نيكل بيز (np) |
| 6 | 14 نوفمبر 1957 | الترفيه                                                      |      | 90 نيكل بيز (np) |
| * |                | الذكرى المئوية للجامعات الهندية (مجموعة من 3 طوابع)          |      |                  |
| 7 | 31 ديسمبر 1957 | جامعة مومباي                                                 |      | 10 نيكل بيز (np) |
| 8 | 31 ديسمبر 1957 | جامعة كلكتا                                                  |      | 10 نيكل بيز (np) |
| 9 | 31 ديسمبر 1957 | جامعة مدراس                                                  |      | 10 نيكل بيز (np) |

## 1958
| # | تاريخ الإصدار  | الوصف                                                   | صورة | الفئة            |
| - | -------------- | ------------------------------------------------------- | ---- | ---------------- |
| 1 | 1 مارس 1958    | الذكرى الخمسون لأول صناعة فولاذ محلية                   |      | 15 نيكل بيز (np) |
| 2 | 18 أبريل 1958  | الذكرى المئوية لميلاد د. دوندو كيشاف كارفي ‏             |      | 15 نيكل بيز (np) |
| * |                | القوات الجوية الهندية: اليوبيل الفضي (مجموعة من طابعين) |      |                  |
| 3 | 30 أبريل 1958  | القوات الجوية الهندية: اليوبيل الفضي                    |      | 15 نيكل بيز (np) |
| 4 | 30 أبريل 1958  | القوات الجوية الهندية: اليوبيل الفضي                    |      | 90 نيكل بيز (np) |
| 5 | 7 نوفمبر 1958  | الذكرى المئوية لميلاد بيبين تشاندرا بال ‏                |      | 15 نيكل بيز (np) |
| 6 | 14 نوفمبر 1958 | يوم الطفل                                               |      | 15 نيكل بيز (np) |
| 7 | 30 نوفمبر 1958 | الذكرى المئوية لميلاد جاجاديش تشاندرا بوس               |      | 15 نيكل بيز (np) |
| 8 | 30 ديسمبر 1958 | معرض الهند 1958، نيودلهي                                |      | 15 نيكل بيز (np) |

## 1959
| # | تاريخ الإصدار  | الوصف                                      | صورة | الفئة            |
| - | -------------- | ------------------------------------------ | ---- | ---------------- |
| 1 | 15 أبريل 1959  | الذكرى المئوية لوفاة جامستجي جيجبوي ‏       |      | 15 نيكل بيز (np) |
| 2 | 15 يونيو 1959  | الذكرى الأربعين لتأسيس منظمة العمل الدولية |      | 15 نيكل بيز (np) |
| 3 | 14 نوفمبر 1959 | اليوم الوطني للطفل                         |      | 15 نيكل بيز (np) |
| 4 | 14 نوفمبر 1959 | المعرض الزراعي العالمي الأول، نيودلهي      |      | 15 نيكل بيز (np) |

## 1960
| # | تاريخ الإصدار  | الوصف                                    | صورة | الفئة            |
| - | -------------- | ---------------------------------------- | ---- | ---------------- |
| 1 | 15 فبراير 1960 | ثيروفالوفار                              |      | 15 نيكل بيز (np) |
| * |                | كاليداسا (مجموعة من طابعين)              |      |                  |
| 2 | 22 يونيو 1960  | ياكشا في ميغادوتا ‏                       |      | 15 نيكل بيز (np) |
| 3 | 22 يونيو 1960  | شكُنتلا ‏                                  |      | 1.03 روبية       |
| 4 | 11 سبتمبر 1960 | سوبرامانيا بهارتي ‏                       |      | 15 نيكل بيز (np) |
| 5 | 15 سبتمبر 1960 | الذكرى المئوية لميلاد السيرم. فيسفسفاريا |      | 15 نيكل بيز (np) |
| 6 | 14 نوفمبر 1960 | اليوم الوطني للطفل                       |      | 15 نيكل بيز (np) |
| 7 | 11 ديسمبر 1960 | يوم اليونيسيف                            |      | 15 نيكل بيز (np) |

## وصلات خارجية
- طوابع بريد الهند على موقع ستامب داتا (بالإنجليزية)
- كتالوج الطوابع التذكارية الهندية على موقع هيئة البريد الهندية (بالإنجليزية)